# Стратегически ядрени сили на Руската федерация
Стратегическите ядрени сили на Руската федерация е обобщено наименование на силите от Въоръжените сили на Русия, имащи стратегическо ядрено оръжие за основно въоръжение.

## Състав
Към януари 2009 г. като част от стратегическите ядрени сили на Русия са 634 стратегически ядрени носителя, способни да носят 2825 ядрени глави. Към юли 2009 г. Русия има 608 стратегически ядрени носителя, способни да носят 2683 ядрени бойни глави. По този начин продължава съкращаването на броя на ядрените оръжия на Русия с темп от 5% за шест месеца.
През май 2002 г. е сключено споразумение между САЩ и Русия, по силата на което до 31 януари 2012 г. страните се съгласяват да намалят своите ядрени арсенали с две трети – до ниво от 1700 – 2200 бойни глави на всяка страна.
Руското ядрено оръжие се появява на 29 август 1949 г. и е наследство от Съветския съюз (включително ядрените арсенали, изнесени от територията на бившите три съветски републики, сега независими държави Беларус, Казахстан и Украйна). За него отговаря 12-а Главна дирекция на Министерството на отбраната на Руската федерация.

## Доктрина
В действащата военна доктрина на Русия се сочи, че тя си запазва правото да използва ядрено оръжиe в отговор на използването срещу нея и/или нейните съюзници на ядрени и други оръжия за масово унищожение, както и в отговор на широкомащабна агресия срещу нея или нейната териториална цялост, при която се използват конвенционални оръжия в ситуации, критични за националната сигурност на Руската федерация.

## Базиране
Стратегическите ядрени сили на Русия се състоят от Ракетни войски със стратегическо предназначение или се базират на подводници на Тихоокеанския и Северния флот от Морските стратегически сили или на бомбардировачи Ту-160 и Ту-95 на стратегическата авиация.